# تيرينس ميرفي (لاعب كرة قدم أمريكية)
تيرينس ميرفي (بالإنجليزية: Terrence Murphy)‏ هو لاعب كرة قدم أمريكية أمريكي، ولد في 15 ديسمبر 1982 في تايلر في الولايات المتحدة.

## وصلات خارجية
- الموقع الرسمي
- تيرينس ميرفي على موقع مرجع كرة القدم المحترفة.كوم (الإنجليزية)